# TJ・グラント
TJ・グラント（TJ Grant、1984年2月26日 - ）は、カナダの男性総合格闘家。アルバータ州カルガリー出身。フィット・プラス所属。
サブミッションでの一本勝ちが多く、腕ひしぎ十字固めを得意としている。

## 来歴
15歳からブラジリアン柔術とレスリングを始め、レスリングでは3度の州王者となり、ノバスコシア州の代表に選出された。高校卒業後に打撃を学び、2006年に総合格闘技デビュー。
2008年2月28日、TKO世界ウェルター級タイトルマッチでジェシー・ボングフェルトと対戦し、腕ひしぎ十字固めで一本負けを喫し王座獲得に失敗した。

### UFC
2009年4月18日、UFC初参戦となったUFC 97で長南亮と対戦し、2-1の判定勝ちを収めた。
2009年7月11日、UFC 100でキム・ドンヒョンと対戦し、0-3の判定負けを喫した。
2009年12月12日、UFC 107でケヴィン・バーンズと対戦し、パウンドでTKO勝ち。ノックアウト・オブ・ザ・ナイトを受賞した。
2010年5月8日、UFC 113でジョニー・ヘンドリックスと対戦し、0-2の判定負けを喫した。
2010年12月11日、UFC 124でヒカルド・アルメイダと対戦し、0-3の判定負けを喫した。
2011年10月1日、ライト級転向初戦となったUFC Live: Cruz vs. Johnsonでシェーン・ローラーと対戦し、腕ひしぎ十字固めで一本勝ちを収めた。
2012年9月22日、UFC 152でエヴァン・ダナムと対戦し、3-0の判定勝ち。ファイト・オブ・ザ・ナイトを受賞した。
2013年5月25日、UFC 160のライト級王座挑戦者決定戦でライト級ランキング3位のグレイ・メイナードと対戦し、1RTKO勝ち。ノックアウト・オブ・ザ・ナイトを受賞した。
2013年8月31日、UFC 164でベン・ヘンダーソンの持つ世界ライト級王座に挑戦予定であったが脳震盪のため欠場した。

## 戦績
| 総合格闘技 戦績 | 総合格闘技 戦績 | 総合格闘技 戦績 | 総合格闘技 戦績 | 総合格闘技 戦績 | 総合格闘技 戦績 | 総合格闘技 戦績 |
| --------------- | --------------- | --------------- | --------------- | --------------- | --------------- | --------------- |
| 26 試合         | (T)KO           | 一本            | 判定            | その他          | 引き分け        | 無効試合        |
| 21 勝           | 4               | 13              | 4               | 0               | 0               | 0               |
| 5 敗            | 0               | 1               | 4               | 0               | 0               | 0               |

| 勝敗 | 対戦相手                 | 試合結果                          | 大会名                                                               | 開催年月日     |
| ○    | グレイ・メイナード       | 1R 2:07 TKO（スタンドパンチ連打） | UFC 160: Velasquez vs. Bigfoot 2                                     | 2013年5月25日  |
| ○    | マット・ワイマン         | 1R 4:51 KO（肘打ち→パウンド）     | UFC on FOX 6: Johnson vs. Dodson                                     | 2013年1月26日  |
| ○    | エヴァン・ダナム         | 5分3R終了 判定3-0                 | UFC 152: Jones vs. Belfort                                           | 2012年9月22日  |
| ○    | カーロ・プラター         | 5分3R終了 判定3-0                 | UFC on Fuel TV 3: Korean Zombie vs. Poirier                          | 2012年5月15日  |
| ○    | シェーン・ローラー       | 3R 2:12 腕ひしぎ十字固め          | UFC Live: Cruz vs. Johnson                                           | 2011年10月1日  |
| ×    | ヒカルド・アルメイダ     | 5分3R終了 判定0-3                 | UFC 124: St-Pierre vs. Koscheck 2                                    | 2010年12月11日 |
| ○    | ジュリオ・パウリーノ     | 5分3R終了 判定3-0                 | UFC 119: Mir vs. Cro Cop                                             | 2010年9月25日  |
| ×    | ジョニー・ヘンドリックス | 5分3R終了 判定0-2                 | UFC 113: Machida vs. Shogun 2                                        | 2010年5月8日   |
| ○    | ケヴィン・バーンズ       | 1R 4:57 TKO（右フック→パウンド）  | UFC 107: Penn vs. Sanchez                                            | 2009年12月12日 |
| ×    | キム・ドンヒョン         | 5分3R終了 判定0-3                 | UFC 100                                                              | 2009年7月11日  |
| ○    | 長南亮                   | 5分3R終了 判定2-1                 | UFC 97: Redemption                                                   | 2009年4月18日  |
| ○    | ボー・ベイカー           | 3R 3:03 腕ひしぎ十字固め          | PFP: Wanted                                                          | 2008年11月29日 |
| ○    | フォレスト・ペッツ       | 2R 3:55 肩固め                    | TKO 35: Quenneville vs. Hioki                                        | 2008年10月3日  |
| ○    | チャド・レイナー         | 1R 4:15 キムラロック              | PFP: Last Man Standing                                               | 2008年6月21日  |
| ○    | マイク・ゲイツ           | 2R 3:29 腕ひしぎ十字固め          | PFP: Wanted                                                          | 2008年4月26日  |
| ×    | ジェシー・ボングフェルト | 3R 2:52 腕ひしぎ十字固め          | TKO 32: Ultimatum 【TKO世界ウェルター級タイトルマッチ】              | 2008年2月28日  |
| ○    | ステファン・ラマルシュ   | 3R 4:56 三角絞め                  | KOTC Canada: Avalanche                                               | 2007年12月15日 |
| ○    | ステファン・デュベ       | 1R 2:16 TKO（パンチ連打）         | TKO 30: Apocalypse                                                   | 2007年9月28日  |
| ○    | ケビン・マンダーソン     | 1R 2:52 リアネイキドチョーク      | KOTC Canada: Supremacy                                               | 2007年7月14日  |
| ×    | ゲイリー・ライト         | 5分3R終了 判定0-3                 | KOTC Canada: Megiddo 【KOTC Canadaウェルター級タイトルマッチ】       | 2007年4月28日  |
| ○    | エルマー・ウォーターヘン | 1R 2:20 腕ひしぎ十字固め          | KOTC Canada: Capital Chaos 【KOTC Canadaウェルター級タイトルマッチ】 | 2007年3月28日  |
| ○    | ニコラス・ポルティエオス | 1R 0:45 腕ひしぎ十字固め          | KOTC Canada: Freedom Fight                                           | 2007年1月20日  |
| ○    | エリック・ボーリュー     | 1R 0:33 TKO（パンチ連打）         | ECC 4: Fury                                                          | 2006年12月2日  |
| ○    | ロブ・ウィン             | 2R 4:54 腕ひしぎ十字固め          | UGC 14: No Pain, No Gain                                             | 2006年9月21日  |
| ○    | ダニエル・グランドメゾン | 1R 1:46 腕ひしぎ十字固め          | ECC 3: East Coast Warriors                                           | 2006年7月22日  |
| ○    | クレイグ・スキナー       | 1R 腕ひしぎ十字固め               | Extreme Cage Combat 1                                                | 2006年4月29日  |

## 獲得タイトル
- KOTC Canadaウェルター級王座（2007年）

## 表彰
- ブラジリアン柔術 茶帯
- UFC ファイト・オブ・ザ・ナイト（1回）
- UFC ノックアウト・オブ・ザ・ナイト（2回）